# Angel Tîlvăr

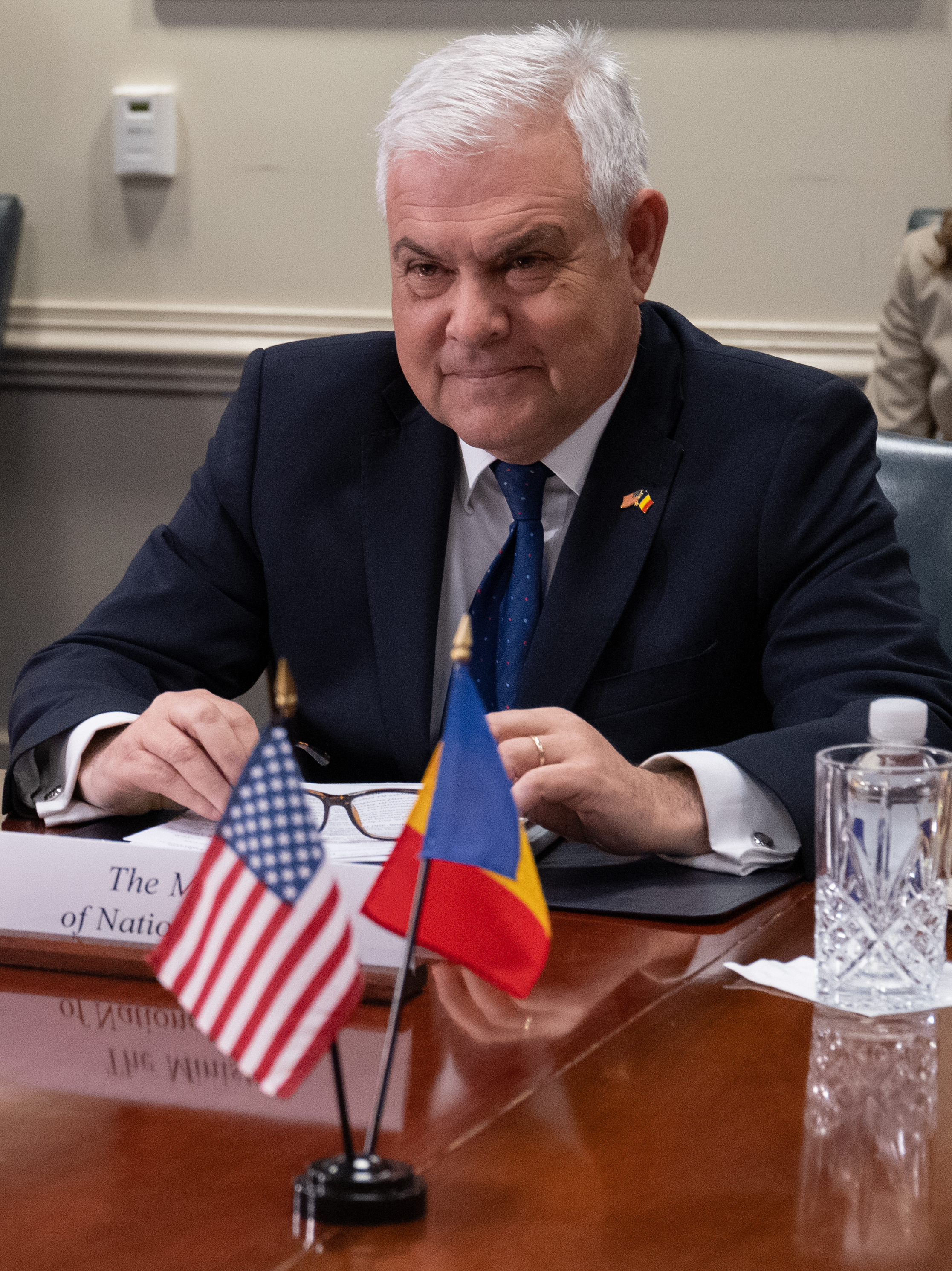
Angel Tîlvăr (2023)

Angel Tîlvăr (* 11. Februar 1962 in Urechești, Kreis Vrancea) ist ein rumänischer Politiker (PSD). Er ist seit 2022 Verteidigungsminister Rumäniens.

## Leben
Tîlvăr machte 1985 seinen Abschluss in Anglistik an der Universität Bukarest. Von 1985 bis 2004 war er Englischlehrer. In der Legislaturperiode 2004–2008 war Tîlvăr Mitglied der parlamentarischen Freundschaftsgruppen mit der Elfenbeinküste und Estland. Er war 2006–2008 Mitglied des Ausschusses für Bildung, Wissenschaft, Jugend und Sport und dessen Sekretär, des Ausschusses für Kultur, Kunst und Massenmedien und des Ausschusses für Menschenrechte, Religionen und Minderheiten. Er war ab 2015 Mitglied im Ausschuss für Kultur, Kunst und Medien, im Ausschuss für europäische Angelegenheiten, deren Vorsitzender, im Ausschuss für Bildung, Wissenschaft, Jugend und Sport und im Ausschuss für europäische Angelegenheiten. Im Dezember 2014 wurde er zum Beauftragten des Ministers für die Rumänen im Ausland ernannt.